# 加治木島津家
加治木島津家（かじきしまづけ）は、島津氏の支流である武家・士族・華族だった家。島津家久の三男・忠朗を祖とし、江戸時代には薩摩国鹿児島藩島津家の一門家として大隅加治木を領し、維新後には華族の男爵家に列せられた。

## 歴史
島津家久の三男・忠朗が、寛永8年（1631年）に祖父島津義弘の遺領大隅国姶良郡加治木の1万石を与えられたことに始まる。後に1万1800石になる。元文3年（1738年）に一門に列する。4代当主・久門と5代当主・久方は島津宗家に入り、それぞれ重年と重豪となっている。幕末維新期の当主・久宝は戊辰戦争で功をあげた。
明治維新後には加治木島津家は当初士族に列した。明治17年（1884年）に華族が五爵制になった際に定められた『叙爵内規』の前の案である『爵位発行順序』所収の『華族令』案の内規（明治11年・12年ごろ作成）や『授爵規則』（明治12年以降16年ごろ作成）では旧万石以上陪臣が男爵に含まれており、加治木島津家も男爵候補に挙げられているが、最終的な『叙爵内規』では旧万石以上陪臣は授爵対象外となったためこの時点では加治木島津家は士族のままだった。
明治15年・16年ごろ作成と思われる『三条家文書』所収『旧藩壱万石以上家臣家産・職業・貧富取調書』は、当時の当主・島津久宝について旧禄高を1万1800石、所有財産は金禄公債2万700円、貸付金利歳入1340円、合歳入金4410円90銭、職業は無職、貧富景況は可と記されている。
その孫の久賢の代に加治木島津家の旧臣らによる叙爵請願運動が起き、明治30年（1897年）10月27日に久賢は祖父・久宝の功績により男爵に叙せられた。久賢は貴族院の男爵議員に当選して務めた。
その養子・久英（南部利克子爵の子）の代に加治木島津男爵家の住居は東京市渋谷区原宿にあった。

## 歴代当主
1. 島津忠朗...父：島津家久（島津本宗家）
　　　　　子：島津久薫（2代）
　　　　　　　伊集院久孟（伊集院伊膳家）
　　　　　　　頴娃久甫（頴娃氏本家）
2. 島津久薫...父：島津忠朗
　　　　　子：島津久季（3代、養子、島津本宗家綱久の子）
3. 島津久季...父：島津久薫（養父）
　　　　　　　島津綱久（実父、島津本宗家）
　　　　　子：島津久連
　　　　　　　島津久門（4代、養子、島津本宗家継豊の子、後の島津本宗家重年）
　　　　　　　島津久歓（島津主右衛門家祖）
　　　　　　　村橋久昌（村橋氏本家祖）
4. 島津久門...父：島津久季（養父）
　　　　　　　島津継豊（実父、島津本宗家）
　　　　　子：島津久方（5代、後の島津本宗家重豪）
5. 島津久方...父：島津久門
　　　　　子：島津久徴（6代、養子、知覧島津家久峯の子）
　　　　　　　（実子は島津本宗家重豪を参照）
6. 島津久徴...父：島津久方（養父）
　　　　　　　島津久峯（実父、知覧島津家）
　　　　　子：島津久照（7代）
　　　　　　　北郷久風（北郷助太夫家）
　　　　　　　島津久敬（島津主右衛門家）
　　　　　　　村橋久峻（村橋氏本家）
7. 島津久照...父：島津久徴
　　　　　子：島津久徳（8代、養子、今和泉島津家忠厚の子）
8. 島津久徳...父：島津久照（養父）
　　　　　　　島津忠厚（実父、今和泉島津家）
　　　　　子：島津久長（9代）
　　　　　　　島津久富（島津主右衛門家）
　　　　　　　畠山義喬（畠山氏）
9. 島津久長...父：島津久徳
　　　　　子：島津久宝（10代）
10. 島津久宝...父：島津久長